# Czarnożyły (gmina)
Czarnożyły est une gmina rurale du powiat de Wieluń, Łódź, dans le centre de la Pologne. Son siège est le village de Czarnożyły, qui se situe environ 7 km au nord de Wieluń et 84 km au sud-ouest de la capitale régionale Łódź.
La gmina couvre une superficie de 69,9 km2 pour une population de 4 591 habitants.

## Géographie
La gmina inclut les villages de Czarnożyły, Działy, Emanuelina, Gromadzice, Kąty, Łagiewniki, Leniszki, Opojowice, Platoń, Raczyn, Staw, Stawek et Wydrzyn.
La gmina borde les gminy de Biała, Lututów, Ostrówek et Wieluń.